# Yamatotettix remanei
Yamatotettix remanei är en insektsart som beskrevs av Knight och Webb 1993. Yamatotettix remanei ingår i släktet Yamatotettix och familjen dvärgstritar. Inga underarter finns listade i Catalogue of Life.